# Юлиян Константинов
Юлиян Константинов е български рок и оперен певец и музикант. Брат на волейболиста Пламен Константинов.

## Биография
Роден е на 17 август 1966 година в град София.
Тренирал е волейбол в отбора на „Левски“, докато в 8 клас не се увлича по музиката.
Участва в няколко рок групи, най-известните от които са „Тротил“ и „Кокаин“. С Юлиян като вокалист „Тротил“ издават сингъла „Lunatic“. По-голяма популярност Константинов постига с „Кокаин“, където е китарист и беквокал. През 1989 г. вокалист на групата е Тони Чембъра (създал по-късно група „Монолит“). „Кокаин“ изнасят редица концерти, а последната им изява е през 1995 г. на блус феста в Бургас.
След разпадането на групата Юлиян става оперен певец. Изнасял е представления в Миланската скала, Метрополитън, Ковънт Гардън, виенската Щатсопера, Парижката „Бастилия“, Римската опера, Дойче опер Берлин, Лисео Барселона, Театър „Реал“ в Мадрид, Билбао, Женева, Токио, Тел Авив, Рио де Жанейро, Буенос Айрес, Хюстън.
През 2010 г. участва в шоуто „Байландо“. От 2011 г. до 2012 г. и от 2016 г. до 2017 г. участва в „Аз обичам България“. През 2012 г. е част от „Биг Брадър България“. През 2014 г. е водещ на предаването „Сблъсък“. От септември 2018 г. е част от панелистите в предаването „На кафе“. През 2019 г. е част от участниците в предаването на Нова телевизия „Маскираният певец“ в ролята на Шотландеца.
От 2014 г. отново свири във възродения състав на „Кокаин“.